# Ochropleura glaucimacula
Ochropleura glaucimacula là một loài bướm đêm trong họ Noctuidae.